# Yeste
Yeste é um município da Espanha na província de Albacete, comunidade autónoma de Castilla-La Mancha, de área  km² com população de 3519 habitantes (2004) e densidade populacional de 7,18 hab/km².

## Demografia
| Variação demográfica do município entre 1991 e 2004 | Variação demográfica do município entre 1991 e 2004 | Variação demográfica do município entre 1991 e 2004 | Variação demográfica do município entre 1991 e 2004 |
| --------------------------------------------------- | --------------------------------------------------- | --------------------------------------------------- | --------------------------------------------------- |
| 1991                                                | 1996                                                | 2001                                                | 2004                                                |
| 5 025                                               | 5 014                                               | 3 800                                               | 3 667                                               |